# Без стыда
«Без стыда» (исп. Sin vergüenza) — испанская комедия 2001 года режиссёра Хоакина Ористреля.

## Сюжет
В руки Исабель, актрисы и преподавательницы сценического мастерства, случайно попадает сценарий. Читая сценарий, она узнаёт в нём историю своих романтических отношений с автором сценария, кинорежиссёром Марио Фаброй. Исабель принимает решение увидеться с Марио после долгих лет разлуки, но в самый ответственный момент пугается оказаться в смешном положении и притворяется, что не узнаёт свою прежнюю любовь. Марио, также узнав Исабель, реагирует на ситуацию таким же образом. У них обоих есть молодые возлюбленные. Подружка Марио Сесилия, актриса телесериалов, страдает от проблем с самооценкой. Исабель состоит в отношениях с Альберто, преподавателем телесного выражения, человеком недалёким и зависимым. Марио нужны новые лица для его будущего фильма, и, поразмыслив, он решается на их подбор с помощью Исабель в её актёрской школе. На самом деле он стремится оказаться рядом с Исабель, а та в свою очередь мечтает вернуть себе Марио.

## В ролях
- Вероника Форке — Исабель
- Даниэль Хименес Качо — Марио
- Кандела Пенья — Сесилия
- Кармен Балаге — Нача
- Эльвира Линдо — аналитик
- Хорхе Санс — Альберто
- Роса Мария Сарда — Ронда
- Дани Мартин — Фелипе
- Марта Этура — Белен

## Награды
- Премия «Гойя» 2002 года:
  - за лучшую женскую роль второго плана — Роса Мария Сарда
- Малагский кинофестиваль:
  - Лучшая режиссёрская работа — Хоакин Ористрель
  - Лучшая женская роль — Вероника Форке
  - Лучший сценарий — Доминик Арари, Хоакин Ористрель, Тереса Пелегри, Кристина Рота